# Собене-Біскупе
Собене-Біскупе (пол. Sobienie Biskupie) — село в Польщі, у гміні Собене-Єзьори Отвоцького повіту Мазовецького воєводства.
Населення — 382 особи (2011).
У 1975-1998 роках село належало до Седлецького воєводства.

## Демографія
Демографічна структура станом на 31 березня 2011 року:
|          | Загалом | Допрацездатний вік | Працездатний вік | Постпрацездатний вік |
| -------- | ------- | ------------------ | ---------------- | -------------------- |
| Чоловіки | 195     | 41                 | 131              | 23                   |
| Жінки    | 187     | 28                 | 111              | 48                   |
| Разом    | 382     | 69                 | 242              | 71                   |